# Tour della nazionale maschile di rugby a 15 dell'Australia 1946
I "Wallabies", nazionale di rugby XV dell'Australia, compie nel 1946 un Tour in Nuova Zelanda, il primo dopo la fine della seconda Guerra mondiale (e molti giocatori sono ancora sotto le armi)

## Risultati
Sistema di punteggio: meta = 3 punti, Trasformazione=2 punti. Punizione e calcio da mark= 3 punti. drop = 4 punti. 
| Auckland 21 agosto 1946 | North Auckland | 32 – 19 | Australia XV |  |

| New Plymouth 24 agosto 1946 | Taranaki+King Contry | 8 – 9 | Australia XV |  |

| Wanganui 28 agosto 1946 | Wanganui+Manawatu | 15 – 17 | Australia XV |  |

| Napier 31 agosto 1946 | Hawkes Bay+Poverty Bay | 11 – 19 | Australia XV |  |

| Westport 4 settembre 1946 | West Coast XV | 12 – 15 | Australia XV |  |

| Christchurch 7 settembre 1946 | Canterbury | 20 – 11 | Australia XV |  |

| Arbitro: | Arthur Fong |

|                                                                 |           |                                      |
| mete: Argus 2 Elliott, Finlay Haig, Smith White trasf.: Scott 5 | Marcatori | mete: Allan Eastes trasf.: Livermore |

| Invercagill 18 settembre 1946 | Southland | 8 – 6 | Australia XV |  |

| Wellington 21 settembre 1946 | Wellington | 15 – 16 | Australia XV |  |

| Arbitro: | Ashley Griffiths |

|                                                                        |           |  |
| mete: Gardiner, Marriner Paewai, P Smith 2 trasf.: Isaacs c.p.: Isaacs | Marcatori |  |

| Arbitro: | Alex Matheson |

|                                           |           |                                        |
| mete: Elvidge trasf.: Scott c.p.: Scott 3 | Marcatori | mete: Eastes, MacBride trasf.: Piper 2 |